# Гомера (аэропорт)
Аэропорт Гомера (исп. Aeropuerto de La Gomera) (ИАТА: GMZ, ИКАО: GCGM) ― аэропорт, расположенный в городе Плайя-Сантьяго на острове Гомера в составе Канарских островов, Испания, в 32-х километрах к юго-востоку от административного центра острова Сан-Себастьян-де-ла-Гомера.
Взлётно-посадочная полоса была построена в 1994 году, при этом строительство терминала было завершено лишь в 1994 году. По состоянию на август 2019 года, из аэропорта совершаются по 2 рейса туда-обратно в Тенерифе и Гран-Канарию.
Аэропорт был построен в 34-х километрах к юго-востоку от административного центра, чтобы избежать нарушения экологической ситуации в национальном парке Гарахонай, а также ввиду погодных условий (облачная и туманная погода) на севере острова, в то время как вулканическая почва предоставляет недостаточное количество подходящих мест для размещения аэропорта на Гомере. Хотя даже площадка в Плайя-Сантьяго потребовала продолжительных насыпей на обоих концах взлётно-посадочной полосы.

## История
Авиационное сообщение на острове Гомера началось в 1950-х годах, когда был построен частный аэродром, называвшийся Эль-Револькадеро (исп. El Revolcadero) и располагавшийся на холме к западе от нынешнего аэропорта. Аэродром включал в себя взлётно-посадочную полосу под номером 09-27, ангар и небольшое строение, использовавшееся в качестве диспетчерской вышки. Аэродром находился в частной собственности и служил для перевозки грузов и дезинфекции хозяйственных угодий.
В 1962 году на острове проявились проблемы с доставкой медицинской помощи, что привело к исследованиям строительства аэропорта, но данный проект не был реализован до 1975а. Однако из-за строительства аэропорта Тенерифе-Южный и открытия нового маршрута морского сообщения с островом, постройка аэропорта была снова отложена.
В 1980-х годах проблемы с эвакуацией укушенных ядовитыми змеями жителей острова привели к необходимости постройки аэропорта на Гомере, и 27 июля 1987 года, строительство было начато.
В конце 1994 года на месте аэропорта находились взлётно-посадочная полоса (09-27), место стоянки самолётов и рулёжная дорожка к ВПП. Аэропорт был построен в месте, известном под названием «Плоские Холмы» (исп. Meseta de los Acantilados) и расположенном в 2-х километрах от прежнего аэродрома.
К концу 1991 года в аэропорту был построен пассажирский терминал, когда компания Aeropuertos Españoles y Navegación Aérea (AENA) стала управляющей. Терминал разделён на два этажа и является представителем архитектуры Канарских островов.

## Статистика
В этой таблице приведены данные по пассажиру потоку аэропорта по годам:
| 2004   | 2005   | 2006   | 2007   | 2008   | 2009   | 2010   | 2011   | 2012   | 2013   | 2014   | 2015   | 2016   | 2017   | 2018   | 2019   | 2020   | 2021   |
| ------ | ------ | ------ | ------ | ------ | ------ | ------ | ------ | ------ | ------ | ------ | ------ | ------ | ------ | ------ | ------ | ------ | ------ |
| 30,774 | 34,496 | 38,852 | 40,569 | 41,890 | 34,605 | 32,252 | 32,713 | 19,707 | 24,446 | 28,954 | 34,954 | 38,042 | 48,711 | 61,944 | 77,584 | 54,388 | 81,367 |

Данные из запроса в Викиданные.